# Euroleague Basketball 2011-2012 - Quarti di finale
La voce raccoglie i risultati dei quarti di finale dell'Euroleague Basketball 2011-2012.
| Squadra 1       | Totale | Squadra 2        | Gara 1 | Gara 2 | Gara 3 | Gara 4 | Gara 5 |
| --------------- | ------ | ---------------- | ------ | ------ | ------ | ------ | ------ |
| CSKA Mosca      | 3-1    | Bilbao Berri     | 98-71  | 79-60  | 81-94  | 73-71  |        |
| Mens Sana Siena | 1-3    | Olympiacos       | 75-82  | 81-80  | 55-75  | 69-76  |        |
| Panathinaikos   | 3-2    | Maccabi Tel Aviv | 93-73  | 92-94  | 62-65  | 78-69  | 86-85  |
| Barcellona      | 3-0    | UNICS Kazan'     | 78-66  | 66-63  | 67-56  |        |        |

## Quarto di finale 1

### Gara 1
| Arbitri: | Ilija Belošević Srđan Dožai Panagiotis Anastopoulos |

|             |          |                |
| Krstić 18   | Punti    | 15 Vasileiadīs |
| Teodosić 5  | Assist   | 6 Jackson      |
| Kirilenko 5 | Rimbalzi | 5 Hervelle     |

### Gara 2
| Arbitri: | Dubravko Muhvić Eddie Viator Tasos Piloidis |

|              |          |           |
| Kirilenko 20 | Punti    | 13 López  |
| Teodosić 9   | Assist   | 10 Mumbrú |
| Kirilenko 12 | Rimbalzi | 6 Fischer |

### Gara 3
| Arbitri: | Guerrino Cerebuch Fernando Rocha Elias Kormilas |

|                |          |             |
| Vasileiadīs 20 | Punti    | 22 Krstić   |
| Jackson 8      | Assist   | 5 Gordon    |
| Vasileiadīs 6  | Rimbalzi | 6 Kirilenko |

### Gara 4
| Arbitri: | Saša Pukl Jakub Zamojski Damir Javor |

|            |          |              |
| Jackson 19 | Punti    | 23 Kirilenko |
| Jackson 8  | Assist   | 8 Teodosić   |
| Mumbrú 6   | Rimbalzi | 8 Kirilenko  |

## Quarto di finale 2

### Gara 1
| Arbitri: | José Martín Antonio Conde Oļegs Latiševs |

|             |          |              |
| Andersen 28 | Punti    | 20 Printezīs |
| McCalebb 4  | Assist   | 5 Law        |
| Andersen 7  | Rimbalzi | 8 Dorsey     |

### Gara 2
| Arbitri: | Juan Carlos Arteaga Sreten Radović Matej Boltauzer |

|                        |          |                     |
| McCalebb 21            | Punti    | 15 Printezīs        |
| Zīsīs, Rakočević 4     | Assist   | 5 Law               |
| Andersen, Lavrinovič 6 | Rimbalzi | 6 Dorsey, Printezīs |

### Gara 3
| Arbitri: | Grezegorz Ziemblicki Robert Lottermoser Emilio Perez Pizarro |

|                  |          |                 |
| Hines 15         | Punti    | 15 McCalebb     |
| Spanoulīs, Law 6 | Assist   | 2 tre giocatori |
| Hines 9          | Rimbalzi | 5 Andersen      |

### Gara 4
| Arbitri: | Juan Carlos Arteaga Vicente Bultó Eddie Viator |

|                     |          |                    |
| Hines, Spanoulīs 19 | Punti    | 15 Andersen, Zīsīs |
| quattro giocatori 2 | Assist   | 2 Lavrinovič       |
| Printezīs 9         | Rimbalzi | 11 Andersen        |

## Quarto di finale 3

### Gara 1
| Arbitri: | Saša Pukl Vicente Bultó Robert Lottermoser |

|                |          |             |
| Diamantidīs 15 | Punti    | 21 Langford |
| Diamantidīs 8  | Assist   | 3 Pnini     |
| Calathes 8     | Rimbalzi | 6 Smith     |

### Gara 2
| Arbitri: | Grzegorz Ziemblicki Dani Hierrezuelo Emilio Pérez Pizarro |

|                        |          |             |
| Kaimakoglou 20         | Punti    | 17 Langford |
| Batiste, Diamantidīs 6 | Assist   | 5 Ohayon    |
| Batiste 9              | Rimbalzi | 9 Smith     |

### Gara 3
| Arbitri: | Luigi Lamonica José Martín Recep Ankarali |

|           |          |                     |
| Ohayon 12 | Punti    | 13 Batiste          |
| Ohayon 6  | Assist   | 5 Diamantidīs       |
| Smith 9   | Rimbalzi | 6 Batiste, Calathes |

### Gara 4
| Arbitri: | Carl Jungebrand Borys Ryžyk Juan Carlos García González |

|                     |          |                          |
| Smith, Langford 14  | Punti    | 15 Calathes              |
| Eliyahu, Langford 2 | Assist   | 3 Jasikevičius, Calathes |
| Ohayon 9            | Rimbalzi | 7 Smith, Kaimakoglou     |

### Gara 5
| Arbitri: | Guerrino Cerebuch Sreten Radovic Tolga Sahin |

|                             |          |            |
| Diamantidīs 25              | Punti    | 14 Blu     |
| Diamantidīs, Jasikevičius 3 | Assist   | 5 Langford |
| Diamantidīs 6               | Rimbalzi | 9 Smith    |

## Quarto di finale 4

### Gara 1
| Arbitri: | Carl Jungebrand Spiros Gkontas Robert Vyklický |

|                       |          |              |
| Mickeal 22            | Punti    | 15 Jawai     |
| Marcelinho Huertas 10 | Assist   | 4 Samojlenko |
| Mickeal 7             | Rimbalzi | 9 Verameenka |

### Gara 2
| Arbitri: | Luigi Lamonica Borys Ryžyk Milija Vojinović |

|                               |          |                         |
| Navarro 18                    | Punti    | 21 Jawai                |
| Marcelinho Huertas 5          | Assist   | 3 Verameenka, Domercant |
| Marcelinho Huertas, Mickeal 4 | Rimbalzi | 10 Jawai                |

### Gara 3
| Arbitri: | Christos Christodoulou Milivoje Jovčić Tolga Sahin |

|              |          |                      |
| Domercant 19 | Punti    | 21 Navarro           |
| Greer 3      | Assist   | 4 Marcelinho Huertas |
| McCarty 8    | Rimbalzi | 6 Vázquez            |